# Nocomis
Nocomis és un gènere de peixos de la família dels ciprínids i de l'ordre dels cipriniformes.

## Taxonomia
- Nocomis asper (Lachner & Jenkins, 1971)
- Nocomis biguttatus (Kirtland, 1840)
- Nocomis effusus (Lachner & Jenkins, 1967)
- Nocomis leptocephalus (Girard, 1856)
- Nocomis micropogon (Cope, 1865)
- Nocomis platyrhynchus (Lachner & Jenkins, 1971)
- Nocomis raneyi (Lachner & Jenkins, 1971)[2][3][4][5][6]